# 大佛前站
大佛前站（日语：／ Daibutsumae eki */?）是位於京都府京都市下京區（現時：東山區）鍵屋町，京阪電氣鐵道京阪本線的鐵路車站（廢站）。車站位於鐵路線與跨過鴨川的「正面橋」交界處北邊。在東邊的正面通可通往豐國神社的參道。

## 歷史
在1910年1月，京阪電氣鐵道申請設置此站，同年3月得到京都府知事批准，同年4月15日京阪線開業時啟用。後來，由於京都市電七條線決定敷設在七條通上，為了方便乘客轉乘市電，因此建設七條站，而此站於1913年4月26日廢除。

### 年表
- 1910年（明治43年）4月15日：車站啟用[1]。
- 1913年（大正2年）4月26日：車站廢除[2]。

### 站名的由來
車站名稱取自車站鄰近的方廣寺，該處曾經有一座京都大佛。

## 車站周邊
此站是位於鴨川旁邊。遺址是在川端通上，東西走向的道路是正面通。西方為正面橋，東方通往廣廣寺和豐國神社等寺廟。七條站在此站南邊，現時該站建於地底。
- 方廣寺
- 豐國神社
- 耳塚（鼻塚）
- 元和吉利支丹殉教之地[4]
- 京都美術工藝大學（日语：京都美術工芸大学）京都東山校園
- 京阪電氣鐵道（京阪）京阪本線七條站
- 川端通
- 正面通（日语：正面通）
  - 正面橋（日语：正面橋）
- 鴨川

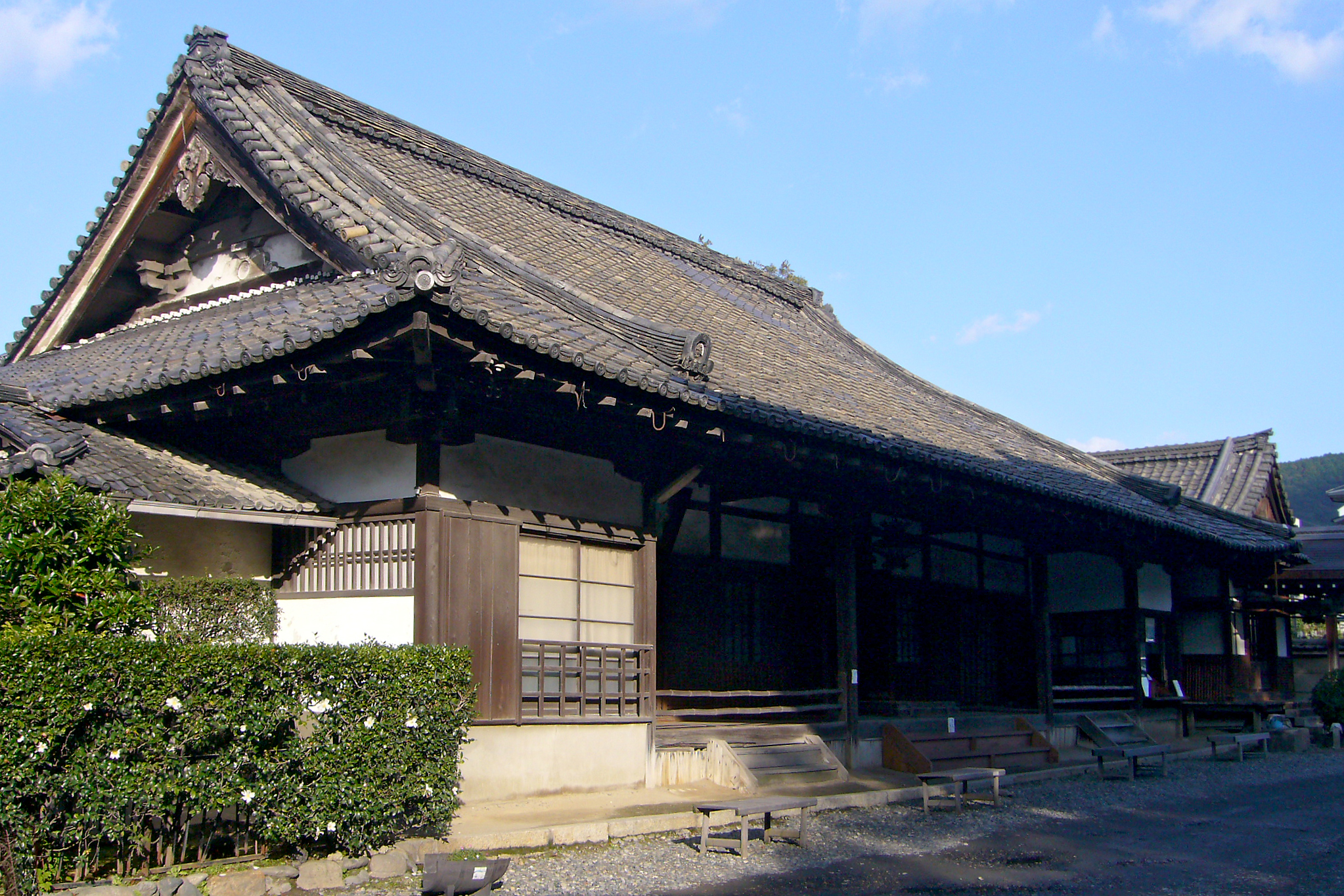
方廣寺（2005年11月）
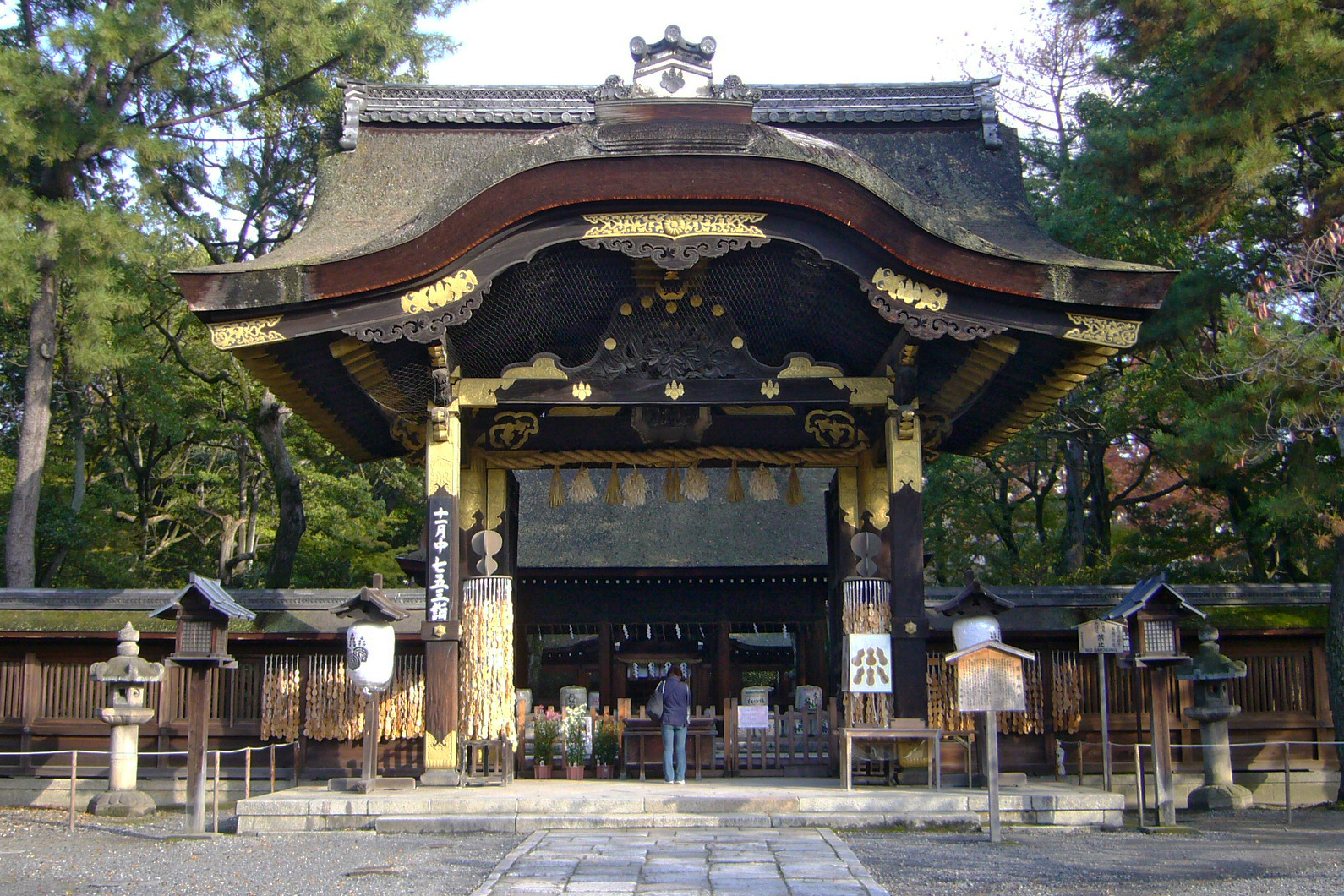
豐國神社（2005年11月）
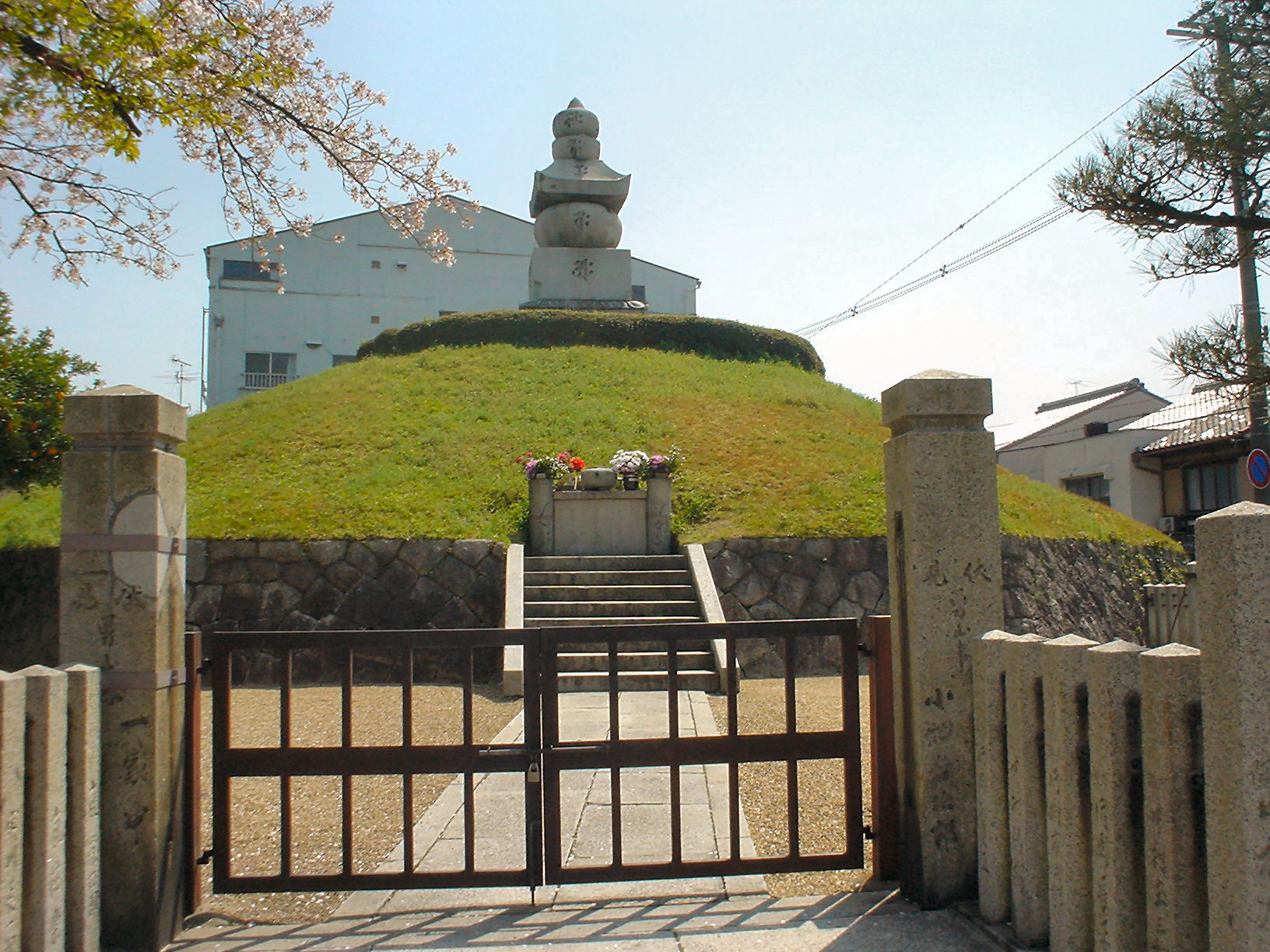
耳塚（鼻塚）（2005年4月）
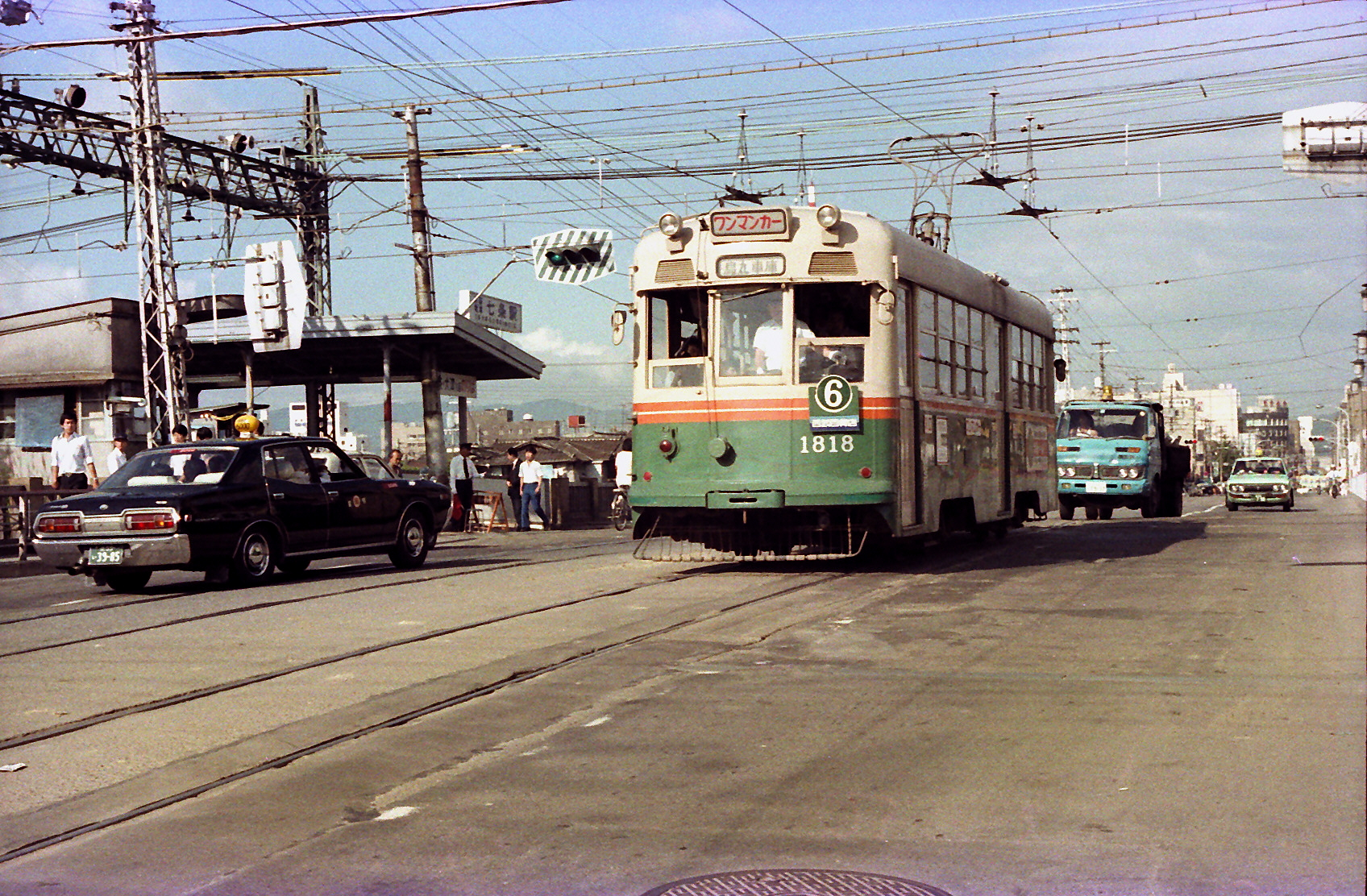
七條站（地面車站時代。左邊）和京都市電七條線（右邊）（1978年9月）
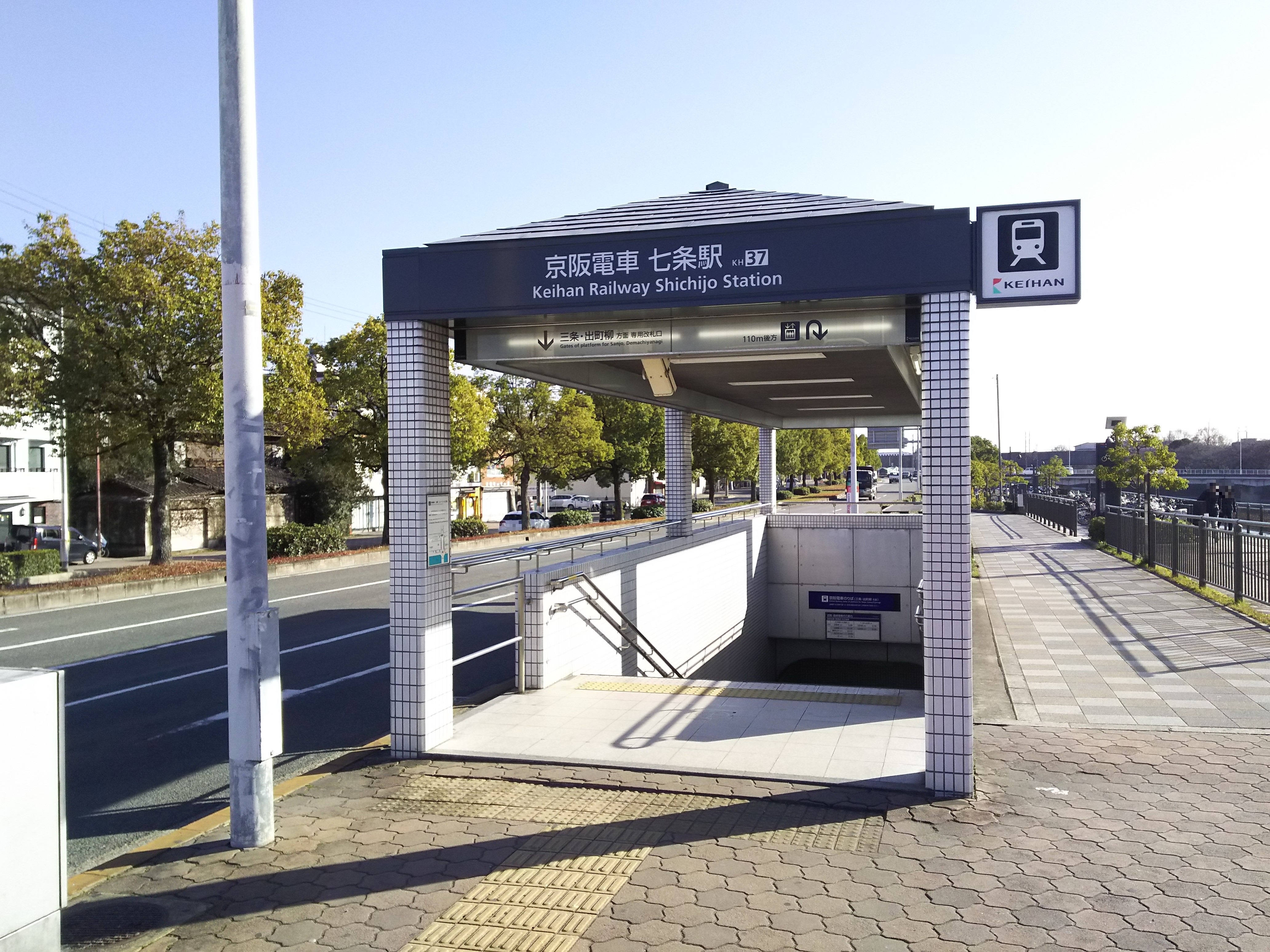
七條站（地底車站時代）（2017年2月）

## 相鄰車站
京阪電氣鐵道
京阪本線
塩小路－大佛前－五條

## 注腳
1. 1 2 3  《京阪百年のあゆみ》75頁
2. 1 2 3  《京阪百年のあゆみ》資料編 142頁、同184頁の年表
3. ↑  『関西の鉄道』№17「京阪電気鉄道特集 part2」30頁作記載的地圖。該地圖擷取自京阪電氣鐵道開業50周年記念誌『鐵路50年』。
4. ↑  . 京都市.   [2023-12-09]. （原始内容存档于2023-05-12） （日语）.

## 相關項目
- 日本鐵路車站列表 Da